# 常盤 (江東区)
常盤（ときわ）は、東京都江東区の地名で、旧深川区に当たる深川地域内である。現行行政地名は常盤一丁目および常盤二丁目。住居表示実施済区域。

## 概要
住宅と町工場が混在するエリアで、松尾芭蕉がこの地に庵を結んだことでも知られている。歴史ある深川の名を冠称し、深川常盤として長く親しまれている町である。
カレーパン発祥とされる店舗が存在したことから、深川常盤はカレーパン発祥の地とされている（現在店舗は、隣接した森下に移転している）。

## 地理
深川地域の北西に位置する。
河川・橋
- 隅田川
- 小名木川
  - 高橋
  - 萬年橋

## 歴史
深川村の分郷松代町が四の橋南側に移った際に南松代町と名を変えた。この南松代町が火災で焼失した際に、現在の常盤、高橋際と二の橋通りに替地が与えられた。この際に付けられた新町名を付けるにあたり、南松代町の「松」に取材し、松が常緑樹として縁起が良いことから「常盤町」と名付けられた。後に「深川常盤町」から住居表示時に現町名「常盤」へ変更した。

## 世帯数と人口
2023年（令和5年）1月1日現在（東京都発表）の世帯数と人口は以下の通りである。
| 丁目       | 世帯数    | 人口    |
| ---------- | --------- | ------- |
| 常盤一丁目 | 634世帯   | 995人   |
| 常盤二丁目 | 820世帯   | 1,238人 |
| 計         | 1,454世帯 | 2,233人 |

### 人口の変遷
国勢調査による人口の推移。
| 年                 | 人口  |
| ------------------ | ----- |
| 1995年（平成7年）  | 1,982 |
| 2000年（平成12年） | 1,831 |
| 2005年（平成17年） | 1,823 |
| 2010年（平成22年） | 1,902 |
| 2015年（平成27年） | 1,936 |
| 2020年（令和2年）  | 2,074 |

### 世帯数の変遷
国勢調査による世帯数の推移。
| 年                 | 世帯数 |
| ------------------ | ------ |
| 1995年（平成7年）  | 836    |
| 2000年（平成12年） | 819    |
| 2005年（平成17年） | 947    |
| 2010年（平成22年） | 1,047  |
| 2015年（平成27年） | 1,159  |
| 2020年（令和2年）  | 1,288  |

## 学区
区立小・中学校に通う場合、学区は以下の通りとなる（2023年4月時点）。
| 丁目       | 番地 | 小学校               | 中学校                 |
| ---------- | ---- | -------------------- | ---------------------- |
| 常盤一丁目 | 全域 | 江東区立八名川小学校 | 江東区立深川第二中学校 |
| 常盤二丁目 | 全域 | 江東区立八名川小学校 | 江東区立深川第二中学校 |

## 交通

### 鉄道
東辺を通る清澄通り地下に都営地下鉄大江戸線が通るが、駅は設置されていない。都営地下鉄新宿線・大江戸線森下駅および東京メトロ半蔵門線・都営大江戸線清澄白河駅が最寄り駅となる。

### バス
- 都営バス（門33系統）
  - 高橋停留所（門33系統：亀戸駅前行）

### 道路
- 東京都道463号上野月島線（清澄通り）
- 万年橋通り
- 深川芭蕉通り

## 事業所
2021年（令和3年）現在の経済センサス調査による事業所数と従業員数は以下の通りである。
| 丁目       | 事業所数  | 従業員数 |
| ---------- | --------- | -------- |
| 常盤一丁目 | 46事業所  | 624人    |
| 常盤二丁目 | 89事業所  | 730人    |
| 計         | 135事業所 | 1,354人  |

### 事業者数の変遷
経済センサスによる事業所数の推移。
| 年                 | 事業者数 |
| ------------------ | -------- |
| 2016年（平成28年） | 132      |
| 2021年（令和3年）  | 135      |

### 従業員数の変遷
経済センサスによる従業員数の推移。
| 年                 | 従業員数 |
| ------------------ | -------- |
| 2016年（平成28年） | 1,193    |
| 2021年（令和3年）  | 1,354    |

## 施設
- 江東区芭蕉記念館
- 江東区芭蕉記念館分館

## 観光
名所・史跡
- 芭蕉庵史跡展望庭園 - 江東区芭蕉記念館分館内

## 行政
- 深川警察署 - 同町周辺の管轄に当たる。（所在地：木場）
- 深川消防署 - 同町周辺の管轄に当たる。（所在地：木場）

## その他

### 日本郵便
- 郵便番号 : 135-0006[3]（集配局 : 深川郵便局[16]）。